# Medical Oncology
Medical Oncology, abgekürzt Med. Oncol., ist eine wissenschaftliche Fachzeitschrift, die vom Springer-Verlag veröffentlicht wird. Die Zeitschrift wurde 1984 unter dem Namen Medical Oncology and Tumor Pharmacotherapy gegründet, kürzte den Namen 1994 auf Medical Oncology und erscheint derzeit mit vier Ausgaben im Jahr. Es werden Arbeiten aus allen Bereichen der medizinischen Onkologie veröffentlicht.
Der Impact Factor lag im Jahr 2015 bei 2,486. Nach der Statistik des ISI Web of Knowledge wird das Journal mit diesem Impact Factor in der Kategorie Onkologie an 130. Stelle von 213 Zeitschriften geführt.